# 広島三育学院高等学校・中学校・大和小学校
広島三育学院高等学校・中学校・大和小学校（ひろしまさんいくがくいんこうとうがっこう・ちゅうがっこう・だいわしょうがっこう）は、広島県三原市大和町にある私立高等学校・中学校・小学校。

## 概要
中学校・高等学校と小学校との間では一貫教育は積極的に行われていない一方、広島三育学院中学校及び広島三育学院高等学校との間では併設型中高一貫教育を実施するとともに、沖縄三育中学校及び三育学院中学校並びに広島三育学院高等学校との間では連携型中高一貫教育を提供する中高一貫校である。また、広島三育学院大和小学校は、広島三育学院中学校・高等学校のキャンパス内にある小さな複式で、かつ近隣から通学する小学校である。プロテスタントのセブンスデー・アドベンチスト教会を設立母体としている。全国でもめずらしい、全寮制男女共学の学校である（小学校を除く）。三原市大和地区の山奥にあり、セブンスデー・アドベンチスト教会の教えを基にした教育が行われている。2018年4月1日、本校（高・中・小）を運営する学校法人広島三育学院と学校法人沖縄三育学院が学校法人三育学院として統合された

## 沿革
- 1898年 - W.C.グレンジャーが東京に芝和英聖書学校を設立。
- 1926年 - 千葉県君津郡神納村（現・袖ケ浦市）に移転。日本三育学院に名称変更。
- 1977年 - 小学校・中学校・高等学校を三育学院短期大学・三育学院カレッジから分離し現在の校名にするとともに現在地へ移転。
- 2018年 - 本校（小・中・高）を運営していた学校法人広島三育学院を学校法人三育学院と統合。

## 教育方針
- 創造主としての神を畏れ、救い主イエス・キリストを信じ、人を愛する心を育成する。
- 与えられた知性を最大限に開発し、自ら思考し行動する能力を育成する。
- 与えられた生命を享受し、正しい生活習慣を養い、健康な身体を育成する。

## 著名な出身者
- 柴田聡（ラジオパーソナリティ）
- 町田健一（元国際基督教大学教授、元北陸学院大学学長）
- 弥永真生（筑波大学教授）
- 森下悠里（グラビアアイドル）

## 系列校
- 三育学院大学
- 三育学院短期大学
- 三育学院カレッジ
- 北浦三育中学校
- 沖縄三育中学校
- 札幌三育小学校・札幌三育幼稚園
- 函館三育小学校・函館三育保育園
- 久慈川三育小学校
- 光風台三育小学校
- 東京三育小学校
- 横浜三育小学校・横浜三育幼稚園
- 広島三育学院小学校・幼稚園
- 鹿児島三育小学校・幼稚園
- 沖縄三育小学校・石川三育幼稚園・保育園